# Илия Блъсково
Илия Блъсково е село в Североизточна България. То се намира в община Шумен, област Шумен. 

## История
Старото име на селото е Долен Иджик.
На 6 февруари 1936 г. министърът на народното стопанство Димитър Вълев закрива седмичния пазар в селото поради липса на стопанско оправдание.

## Население
Численост на населението според преброяванията през годините:
| \| Година на преброяване \| Численост \| \| --------------------- \| --------- \| \| 1934 \| 709 \| \| 1946 \| 792 \| \| 1956 \| 729 \| \| 1965 \| 713 \| \| 1975 \| 497 \| \| 1985 \| 382 \| \| 1992 \| 378 \| \| 2001 \| 436 \| \| 2011 \| 374 \| \| 2021 \| 397 \| |           |
| Година на преброяване | Численост |
| 1934 | 709       |
| 1946 | 792       |
| 1956 | 729       |
| 1965 | 713       |
| 1975 | 497       |
| 1985 | 382       |
| 1992 | 378       |
| 2001 | 436       |
| 2011 | 374       |
| 2021 | 397       |

### Етнически състав

#### Преброяване на населението през 2011 г.
Численост и дял на етническите групи според преброяването на населението през 2011 г.:
|                     | Численост | Дял (в %) |
| Общо                | 374       | 100,00    |
| Българи             | 210       | 56,14     |
| Турци               | 3         | 0,80      |
| Цигани              | 124       | 33,15     |
| Други               |           |           |
| Не се самоопределят |           |           |
| Неотговорили        | 32        | 8,55      |

## Културни и природни забележителности
- Читалище с библиотека и самодеен ансабъл за автентичен фолклор. В сградата на читалището е разположена здравната служба и пощата.
- Над селото в посока село Дибич има изграден ретранслатор за програма „Христо Ботев“ на БНР.
- Защитена местност „Дъбовете“. Намира се западно от селото в близост до ретранслатора. Обявена е през 1978 г. за природна забележителност включваща група от 47 вековни дървета от вида летен дъб на възраст между 100 до 200-годишни, разположени на площ от 0,5 хектара. През 2003 г. е прекатегоризирана в защитена местност с площ от 1,29 хектара.[6]